# Hienowate
Hienowate (Hyaenidae) – rodzina dużych ssaków drapieżnych z podrzędu kotokształtnych (Feliformia) w obrębie rzędu drapieżnych (Carnivora).

## Zasięg występowania
Obecny zasięg występowania przedstawicieli tej rodziny obejmuje tereny Afryki na południe od Sahary, Półwysep Arabski, Azję Mniejszą, Pakistan i Indie. Jeszcze w plejstocenie zasiedlały całą Europę z Wyspami Brytyjskimi włącznie oraz Azję wraz z południowymi rejonami Syberii. Jeden gatunek hien (Chasmaporthetes ossifragus) zasiedlił również Amerykę Północną.

## Wygląd
Hieny mają bardzo charakterystyczną sylwetkę ciała: przód jest wyraźnie masywniejszy i wyższy, co nadaje im wrażenie zgarbionych. Jest to spowodowane tym, że mięśnie przednich łap, barków, szyi i głowy są bardzo silnie rozwinięte. Tylne łapy są nieco krótsze i mniej umięśnione. Pysk hien jest stosunkowo krótki, bardzo masywny, z silnym uzębieniem (u protela zredukowane zęby boczne). Uszy bardzo duże, spiczaste lub zaokrąglone. Hieny są palcochodne. Ich łapy zakończone są tępymi pazurami.

### Rozmiary
Rozmiary największego współcześnie żyjącego gatunku – krokuty cętkowanej (Crocuta crocuta):
- długość ciała – 0,95–1,66 m
- długość ogona – 22–36 cm
- wysokość w kłębie – 70–90 cm
- masa ciała – 40–86 kg

przy czym samice są o wiele większe i cięższe od samców.
Pozostałe gatunki są wyraźnie mniejsze i mają samca jako większego osobnika.
Umaszczenie sierści jest różne u poszczególnych gatunków: hiena cętkowana ma brązowo-żółte futro z brunatnymi nieregularnymi cętkami; hiena pręgowana i protel grzywiasty mają sierść szarą z czarnymi pręgami oraz bardzo wydatną grzywę ciemnych włosów na karku. Hiena brunatna ma ciemnobrązową sierść ze słabo zaznaczonymi pręgami oraz najsilniej rozwiniętą grzywę, która pokrywa cały przód ciała.

## Tryb życia
Hieny mają wysoce zhierarchizowaną strukturę społeczną. U hieny cętkowanej panuje matriarchat. Samice są silniejsze i większe od samców, one tworzą trzon stada. Klan hien może liczyć nawet do 80 osobników, chociaż z reguły jest ich znacznie mniej. Samce wędrują między klanami, samice pozostają w klanie, przy czym córki wyżej postawionych samic dziedziczą ich pozycję w grupie. Samice mają bardzo dużo męskich hormonów, nawet ich zewnętrzne narządy płciowe bardzo przypominają męskie. Są również znacznie bardziej agresywne. Niekiedy zdarzają się krwawe walki wewnątrz grupy o pozycję społeczną. Podobne walki zdarzają się pomiędzy rywalizującymi klanami, najczęściej o tereny łowieckie lub o szczególnie atrakcyjną zdobycz.
Hieny brunatne żyją w mniejszych klanach o luźniejszej strukturze. Zasiedlają przeważnie tereny bardziej niegościnne niż hieny cętkowane, więc nie mogą tworzyć zbyt licznych grup. U tego gatunku nie ma również tak silnie zaznaczonej walki o dominację oraz agresji.
Hiena pręgowana żyje w grupach o podobnej formie lub nawet samotnie. Osobniki pojedyncze zasiedlają zwłaszcza tereny podmiejskie i zagospodarowane przez ludzi.
Protel, najmniejszy gatunek hienowatych, żyje pojedynczo lub w parach.

## Pożywienie
Hieny jedzą wszystkie małej i średniej wielkości ssaki kopytne, zwłaszcza gnu pręgowane (Connochaetes taurinus). Niekiedy zdarza im się upolować tak dużą zdobycz jak bawół afrykański (Syncerus caffer) lub młody hipopotam nilowy (Hippopotamus amphibius).
Hieny cętkowane są aktywnymi drapieżnikami polującymi grupowo metodą pościgu i zamęczenia ofiary, lub pojedynczo. Hieny atakują tylko wówczas, gdy mają pewność odniesienia sukcesu. Dorosła samica hieny cętkowanej jest w stanie samotnie powalić antylopę, ważącą nawet 3 razy więcej niż ona sama. Często odżywiają się również padliną, zdarza się nawet, że odganiają lwy od ich zdobyczy.
Hieny brunatna i pręgowana polują na mniejsze zwierzęta, takie jak np. młode gazele, gryzonie i mniejsze zwierzęta, w większym również stopniu odżywiają się padliną. U hieny brunatnej ważnym składnikiem pokarmu i źródłem wody są owoce, zwłaszcza melony. Hiena pręgowana przystosowała się do życia w pobliżu osiedli ludzkich. Często atakuje trzodę, drób i psy, oraz odżywia się odpadkami na śmietniskach.
Protel jest silnie wyspecjalizowaną hieną odżywiającą się głównie termitami, chrząszczami i ich larwami oraz rzadziej małymi kręgowcami.

## Rozród
Ciąża trwa 90-125 dni. W miocie rodzi się zwykle 1-6 młodych.

## Poziom zagrożenia
Liczebność hien spada. W niektórych rejonach Afryki hieny są zagrożone wyginięciem. Zwierzęta te prześladowane są również z powodu ataków na zwierzęta domowe i łowne.

## Hiena-ludojad
W Ugandzie podczas epidemii śpiączki, w latach 1908–1909 odnotowano ataki hien na ludzi dotkniętych śpiączką ze skutkiem śmiertelnym. Chorych musieli pilnować i chronić strażnicy. Sytuacja powtórzyła się w czasie nowej epidemii choroby w latach 1950–1951.

## Systematyka
Do rodziny hienowatych należą następujące występujące współcześnie podrodziny:
- Protelinae Flower, 1869 – protele
- Hyaeninae J.E. Gray, 1821 – hieny

Opisano również kilka rodzajów wymarłych nie zgrupowanych w żadnej z powyższych podrodzin:
- Protictitherium Kretzoi, 1938[8]
- Tongxinictis Werdelin & Solounias, 1991[9] – jedynym przedstawicielem był Tongxinictis primordialis (Qiu Zhanxian, Ye Jie & Cao Jingxuan, 1988)